# Raión de Zhizdra
El raión de Zhizdra (ruso: Жи́здринский райо́н) es un distrito administrativo y municipal (raión) ruso perteneciente a la óblast de Kaluga. Se ubica en el sur de la óblast. Su capital es Zhizdra.
En 2021, el raión tenía una población de 10 089 habitantes.
El raión es limítrofe al suroeste con la óblast de Briansk.
Antes de la creación de la actual óblast de Kaluga en 1944, el raión de Zhizdra formaba parte de la óblast de Oriol.

## Subdivisiones
Comprende la ciudad de Zhizdra, que forma un ayuntamiento urbano sin pedanías, y 94 localidades rurales. Estas últimas se agrupan en seis asentamientos rurales, cuyos ayuntamientos tienen sede en las aldeas de Akímovka y Mladensk y los pueblos de Ovsorok, Ogor, Sovjoz Kolektivizator y Studenets.